# Remberto
Remberto, o anche Rimbert o Rembert (IX secolo – Brema, 11 giugno 888), è stato il primo arcivescovo di Brema in unione personale con Amburgo dall'865 fino alla sua morte; il suo culto come santo è attestato fin dal 900 circa.

## Biografia
Di nobile famiglia fiamminga, fu educato nel monastero di Turnhout. Ricevette la tonsura e l'abito ecclesiastico per volere del vescovo Anscario, che lo scelse come compagno di missione e lo portò con sé in Svezia.
Secondo il desiderio espresso da Anscario sul letto di morte, il popolo e il clero di Brema lo elessero vescovo nonostante fosse ancora solo diacono. L'elezione fu confermata dal re Ludovico: Remberto fu consacrato da Liutberto, arcivescovo di Magonza, e ricevette il pallio da papa Niccolò I.
Risiedette prevalentemente a Brema, dove condusse vita comune insieme al clero nel monastero del duomo.
Remberto potenziò, senza successo, le missioni in Svezia e Danimarca e papa Adriano II lo nominò nunzio apostolico presso i nordici. Durante le scorrerie dei normanni soccorse la popolazione e si dedicò al riscatto dei prigionieri, impegnando allo scopo anche i preziosi arredi sacri; organizzò poi un esercito per respingere i normanni che invadevano la Frisia.
Fu presente al sinodo di Worms dell'868 e nell'873 alla dieta imperiale di Francoforte; mediante un suo rappresentante, partecipò al sinodo di Colonia dell'887.
È autore di una Vita Ansgarii, storicamente attendibile e stilisticamente elegante; delle sue numerose epistole (era in regolare corrispondenza con l'abate Ratramno di Corbie) si è conservata solo una sua lettera a una nipote del vescovo di Paderborn, monaca a Neuenheerse.
Fece erigere una chiesa e un monastero a Bücken e ottenne da Arnolfo alcuni privilegi commerciali e la facoltà di coniare moneta per Brema.
Sofferente di artrite reumatoide, nell'875 scelse il chierico Adalgario come coadiutore. Morì nell'888 e fu sepolto accanto a san Villeado, presso la parete esterna orientale del duomo di Brema.

## Culto
A Brema era commemorato il 4 febbraio, anniversario della sua elezione a vescovo e dell'elevazione delle reliquie. Altrove (Amburgo, Ratzeburg) se ne celebrava la festa l'11 giugno, anniversario della morte. Il suo elogio si legge nel Martirologio romano all'11 giugno.
In arte, è solitamente raffigurato in abiti episcopali, con la croce doppia, mentre distribuisce arredi sacri ai poveri o prega per l'esercito su una collina.
È patrono della Frisia.